# CMX

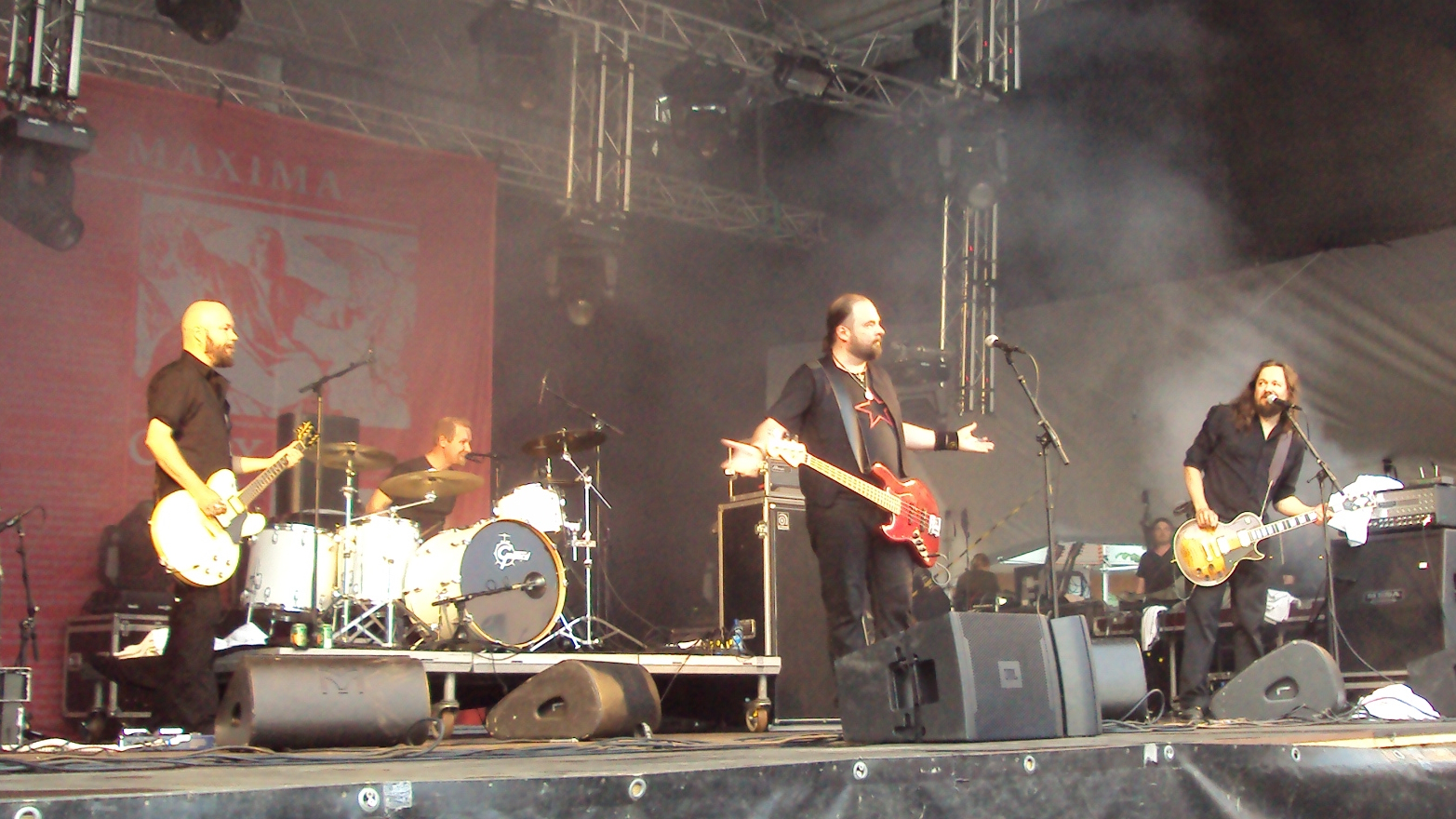
Concierto de la banda CMX

CMX es una banda de rock finlandés muy influyente en Finlandia. Se formaron en 1985 en Tornio, y son conocidos por sus letras poéticas con contenido místico y religioso y su rock duro y progresivo. Cantan en finlandés y casi no han realizado giras en el extranjero, lo que contribuye a su muy escaso reconocimiento fuera de Finlandia. 
Billy Gould de Faith No More considera Rautakantele su álbum favorito de 1995. Él también fue el productor del álbum Vainajala, que grabaron en una casa pequeña en la Laponia finlandesa durante dos semanas en el verano de 1998.

## Miembros
- A.W. Yrjänä (vocalista, bajo)
- Janne Halmkrona (guitarra)
- Timo Rasio (guitarra)
- Olli-Matti Wahlström (batería) (2012-)

- Tuomas Peippo (batería) (1997-2012)
- Pekka Kanniainen (batería) (1985-1997)

## Discografía

### Álbumes
- Kolmikärki (1990)
- Veljeskunta (1991)
- Aurinko (1992)
- Aura (1994)
- Rautakantele (1995)
- Discopolis (1996)
- Cloaca Maxima (compilation, 1997)
- Vainajala (1998)
- Dinosaurus Stereophonicus (2000)
- Isohaara (2002)
- Aion (2003)
- Cloaca Maxima II (compilation, 2004)
- Pedot (2005)
- Talvikuningas (2007)
- Kaikki hedelmät (compilation, 2008)
- Iäti (2010)
- Seitsentahokas (2013)
- Mesmeria (2015)
- Cloaca Maxima III (compilation, 2016)
- Alkuteos (2018)

### EP
- Johannes Kastaja (1987)
- Raivo (1989)
- Tanssitauti (1990)
- Musiikin ystävälliset kasvot (1991)

### Singles
- Manalainen (1992)
- Härjät (1992)
- Ruoste (1994)
- Kultanaamio (1994)
- Pelasta maailma (1995)
- Nimetön (1996)
- Aamutähti (1996)
- Vallat ja väet (1997)
- Siivekäs (1997)
- Ainomieli '97 (1997)
- Musiikin ystävälliset kasvot +5 (1998)
- Ei yksikään (1998)
- Sillanrakentaja (1998)
- Surunmurhaaja (1999)
- Myrskyn ratsut (2000)
- Jatkuu niinkuin sade (2000)
- Iliman pielet (2001)
- Meidän syntimme (2001)
- Puuvertaus (2001)
- Pohjoista leveyttä (2002)
- Minun sydämeni on särkynyt (2002)
- Minne paha haudattiin (2002)
- Silmien takana (2003)
- Lepattajat (2003)
- Melankolia (2003)
- Palvelemaan konetta (2004)
- Kauneus pettää (2004)
- Olet tässä (2005)
- Uusi ihmiskunta (2005)
- Kain (2006)
- Vapaus johtaa kansaa (2006)
- Kuolemaantuomitut (2007)
- Rautalankaa (2008)
- Sateenkaaren pää (2010)
- Linnunrata (2010)
- Kusimyrsky (2012)

### DVD
- DVD (2001)